# 빙글빙글
빙글빙글은 대한민국의 가수 나미의 노래이다. 80년대하면 제일먼저 떠올리는 노래이자, 국민 노래방 애창곡중 하나이며, 티아라, 백지영, 윤도현밴드 등에 의해 리메이크되기도 하였으며, 영화 써니의  OST로도 실렸다.